# Knema linifolia
Knema linifolia là một loài thực vật có hoa trong họ Myristicaceae. Loài này được (Roxb.) Warb. mô tả khoa học đầu tiên năm 1897.